# Королевские обряды

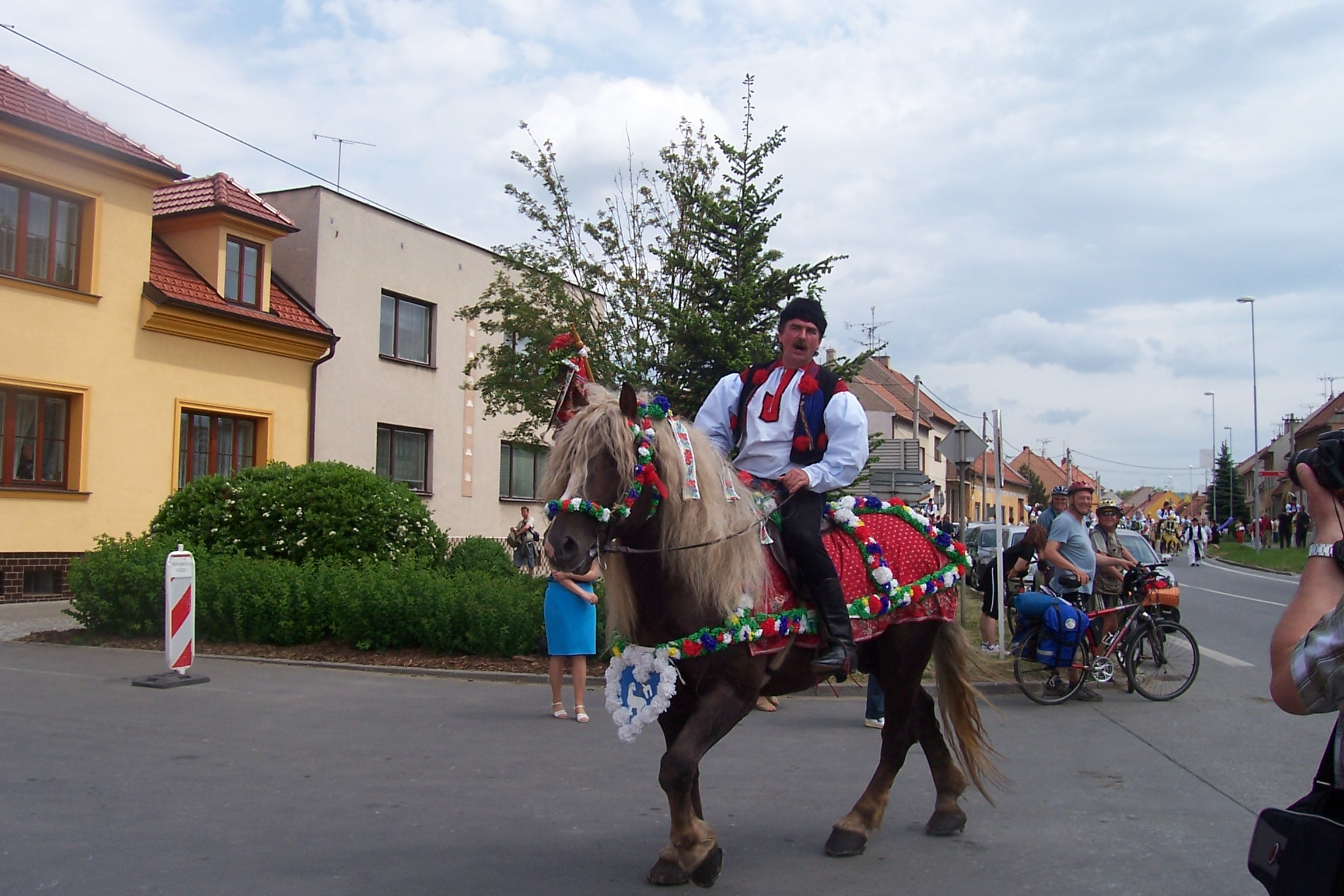
«Король». Угерске-Градиште, 2008 г.

Королевские обряды (з.-слав. královničky, králenky, ю.-слав. краљице, ю.-в.-серб. краљички) — весенние молодёжные обряды, связанные с выбором «короля», «королевы», обходами или объездами на конях села и полей.

## Славянские традиции
Известные западным и южным славянам девичьи королевские обряды направлены на обеспечение плодородия и защиту сельских угодий, аналогично другим весенним обходам девушек, напр. ю.-слав. лазарки (ладарице, лалекарице, љеље) и т. п. (см. Обходные обряды). У западных славян известны также «мужские» королевские обряды: jízda králů (морав.), honit krala, honéni králu (чеш., морав,), vodili krala (морав. Гана, Словацко), stinani krala, jezdit ро králoch (з.-чеш., Ходско), jezdit nа krala (морав. Лугачевское Залесье, Словацко), chodit s králem (чеш.), hledat krala (Морав. Словацко), pikšvonc (з.-чеш., Ходско) и др., имеющие соответствия в немецкой традиции. Королевские обряды приурочены в основном к Троице (з.-слав., ю.-слав.) (ср. Русальная неделя); к Вознесению ( с.-в.-серб.) , к дню св. Георгия (ю.-серб. Поморавье), к 1 мая (Еремей-запрягальник) или другим майским праздникам (з.-слав., ю.-серб.). В Чехии неделя перед Троицей называлась «королевской» — Královy týždeň, а Троицкое воскресенье — Králova nedéle (з.-чеш).

## Мужской королевский обряд
Для западно-славянских мужских королевских обрядов характерны элементы испытания парней. Наиболее частым компонентом таких обрядов является состязание, во время которого выбирали самого быстрого, ловкого, остроумного парня, получавшего звание «короля». «Королём» называли парня, который смог первым добыть (добежать, доскакать на коне, допрыгнуть, сбить) венок или платок девушки, укреплённый на шесте. Часто эти соревновании проходили на поле, на конях и связывались с пастушескими играми. «Королём» признавали также парня, который накануне католической Троицы первым выгнал свой скот на пастбище — великопол. król (или królowa, если скот выгоняла девушка) pasterzy, чеш. kral pohůnci.
Для «мужских» королевских обрядов западной Чехии характерны ритуалы «оговаривания» , «вызывания» (provolávani, dáváni jmen, skladaji jména, vyvolavaji), т. е. обсуждения человеческих качеств сельских девиц и их семей (родов). Хвалебные или корильные четверостишия (ср. Корить) произносили с высокого места, чаще всего с дерева, с крыши дома, с ворот. После каждой реплики говорящий («глашатай», «вызывальщик») обращался за подтверждением своих слов к «королю», выполнявшему роль судьи. Иногда «королю» в обряде запрещалось разговаривать, тогда в ответ на обращённый к нему вопрос сопровождавшая «короля» свита стучала о землю или о забор палками. В районе Плзня в этих ритуалах использовали лягушку, которую называли «ве́щей» и заставляли её кричать при «обсуждении» односельчан.
Как правило, такие обряды заканчивались символической казнью короля и купанием «короля», имевшим целью вызывание дождя. В южной Чехии (Крумловско) избранного «короля», босого и без сабли, вели к пруду и бросали в воду его корону, которую он должен был выловить. В южной, средней и северной Чехии вместо «короля» бросали в воду чучело. В южой Моравии обряд превратился в детскую игру, в которой сохранилось именно «купание короля»: маленького мальчика в соломенной шапочке везли на плужных колёсах к пруду, который прежде объезжали три раза, и «палач» сбрасывал шапочку в воду, а «король» должен был её выловить. С этого времени всем можно было купаться.

### Езда королей в Моравии
Королём выбирают мальчика, одевают его в старинный женский национальный костюм, на голову сажают корону, в губах он держит розу. Говорить ему запрещено, от его имени выступает «оратор». Его окружает дружина для защиты от нападения. Дружина объезжает село и «оратор» собирает дары для своего короля. В обряд входят призывы членов дружины перед домами, адресованные конкретным жителям, а также представителям города. Обряд включён в список Всемирного наследия ЮНЕСКО, как существующая традиция, имеющая исключительную мировую важность.

## Кралицы

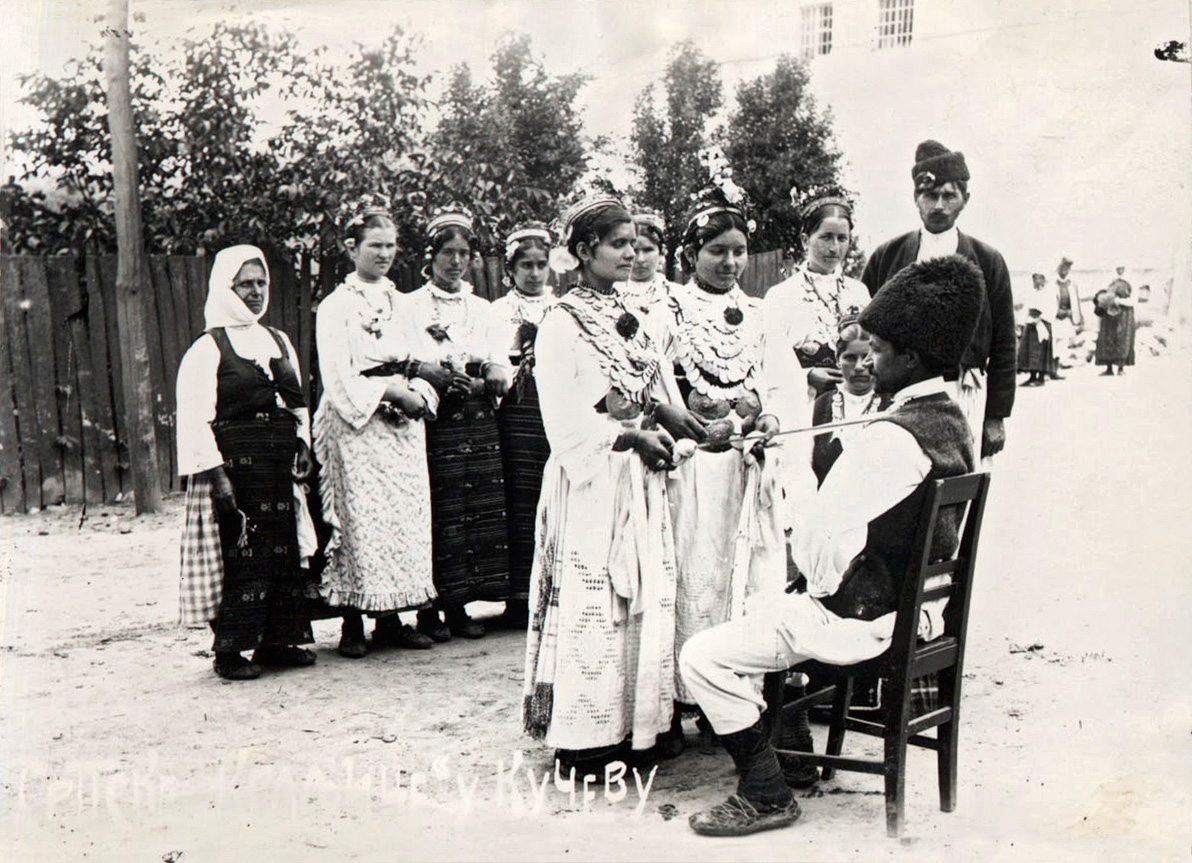
Обряд «Кралицы». Кучево, 1902.

В девичьих обрядах центральной фигурой процессии является «королева» (ю.-слав. краљица, краљичка, местами русаље, ладарице), которую с танцами и песнями водят по домам, получая за это вознаграждение (з.-слав. chodiť s kraľovnou, chodit s kraľkou) (ср. Водить). В Моравии выбранной «королеве» распускали волосы, надевали венок или корону, украшали зеленью и цветами, а затем водили её вокруг полей и по селу под натянутым платком, под балдахином или под липовыми ветками — как будто под небесами. При этом девушки исполняли хороводные танцы, во время которых обязательно кружились, и пели песни о том, что «король» зовёт «королеву», что она хочет выйти замуж и необходимо собрать для неё дары. Перед каждым домом «королеву», украшенную зеленью, показывали, приподнимая ветки. У сербов краљицу накрывали белым платком, шалью или белым полотенцем, чтобы скрыть от посторонних глаз: считалось, что тот, кто осмелится посмотреть ей в лицо, сразу умрёт. В Словакии «королевой» становилась самая красивая девушка, её наряжали невестой, надевали венок и с песнями водили по селу, собирая для неё продукты; при этом «королеве» полагалось молчать, а участники обхода должны были толковать её желания хозяевам. Часто «королевой» выбирали маленькую девочку (пол., ю.-серб.). В Польше голову девочке увивали стеблями руты, барвинка и покрывали платком так, чтобы лица её не было видно. Сопровождавшие девушки надевали мужскую одежду или только шапки, также украшенные зеленью. Вся процессия обходила границы полей с песней: «Где королева ходит, там пшеничка родит, где королева не ходит, там пшеничка не родит» (пол. Gdzie królewna chodzi, tam pszeniczka rodzi, gdzie królewna nie chodzi, tam pszeniczka nie rodzi). Обход, сопровождавшийся сбором даров, заканчивался в амбаре, где с «королевы» снимали платок и начиналось угощение (Подлясье). В Банате (серб.) все участницы обряда были украшены цветами, носили на голове венки, держали в руках ветки вербы. Разными украшениями, цветами и звоночками в Лесковацкой Мораве (ю.-серб.) увешивали и знамя (или несколько знамён) — один из основных атрибутов ю.-слав. королевских обрядов. При этом участницы строго следили за тем, чтобы во время танца не соприкоснулись два знамени, а древки не ударились о землю, иначе следовало ожидать града.
У южных славян в состав девичьей обходной процессии, помимо «королевы» («королев»), входили также «король» («короли»), «знаменосец», «служанка» и др. составлявшие королевскую свиту персонажи. «Король » или «короли» были вооружены ножами, мечами, саблями, ружьями (серб.), иногда всю процессию девушек сопровождали три вооруженных парня (серб., Алексинац). У западных славян также встречаются парные персонажи девических процессий, называемые «король» и «королева», однако атрибуты «короля» (сабля, длинный жезл, украшенный на конце прутиками) характерны только для мужских обряов. При встрече двух дружин из соседних сёл (как мужских, так и женских процессий) неизбежно происходила серьёзная стычка (серб., морав.).